# Cantonul Soisy-sous-Montmorency
Cantonul Soisy-sous-Montmorency este un canton din arondismentul Sarcelles, departamentul Val-d'Oise, regiunea Île-de-France, Franța.

## Comune
- Andilly
- Margency
- Soisy-sous-Montmorency (reședință)